# Presbytère catholique de Sarrewerden
Le presbytère catholique de Sarrewerden est un monument historique situé à Sarrewerden, dans le département français du Bas-Rhin.

## Localisation
Ce bâtiment est situé rue des Tanneurs à Sarrewerden.

## Historique
Le presbytère, construit au XVIIIe siècle, fait l'objet d'une inscription au titre des monuments historiques depuis 1934.

## Architecture

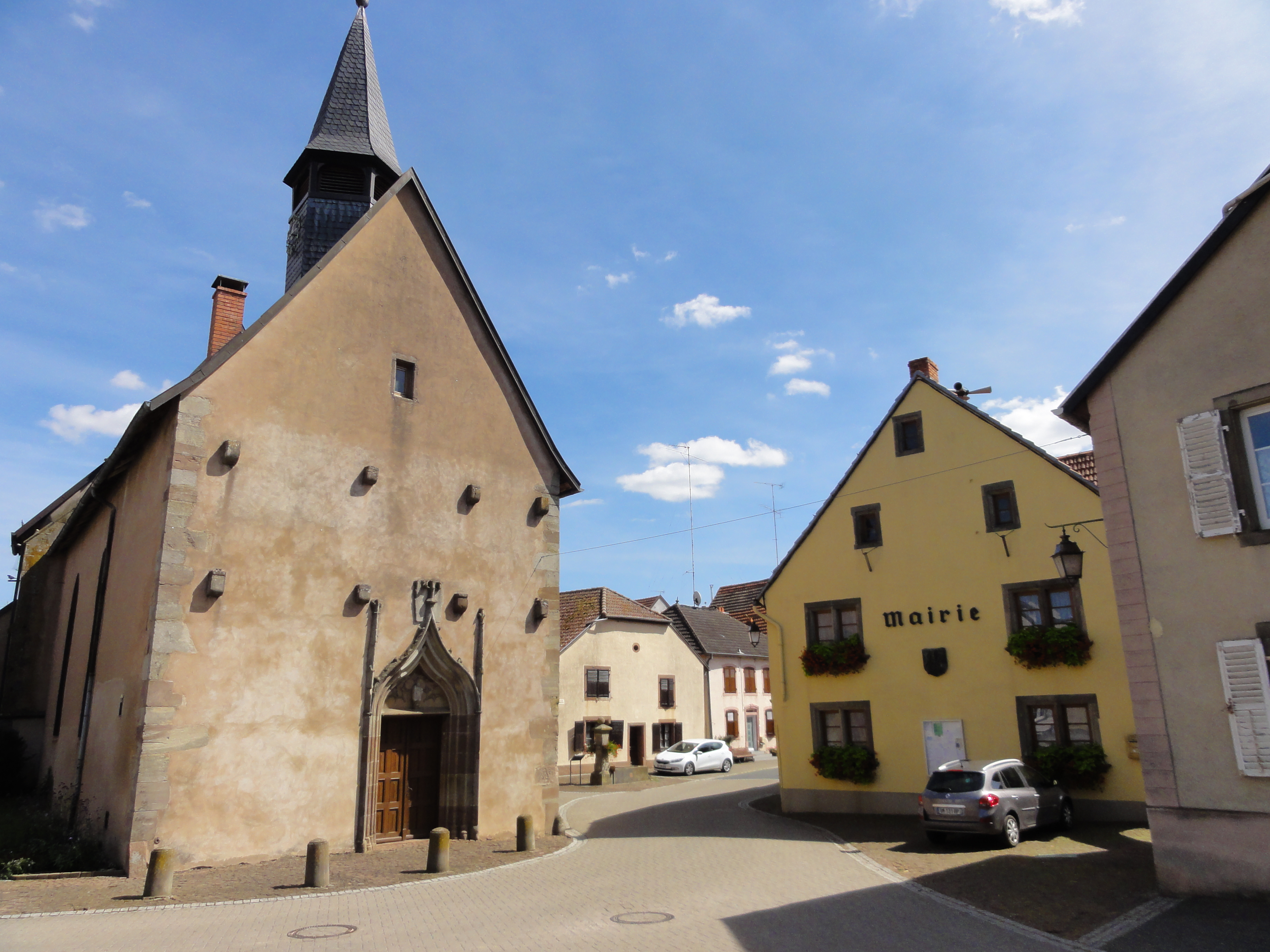
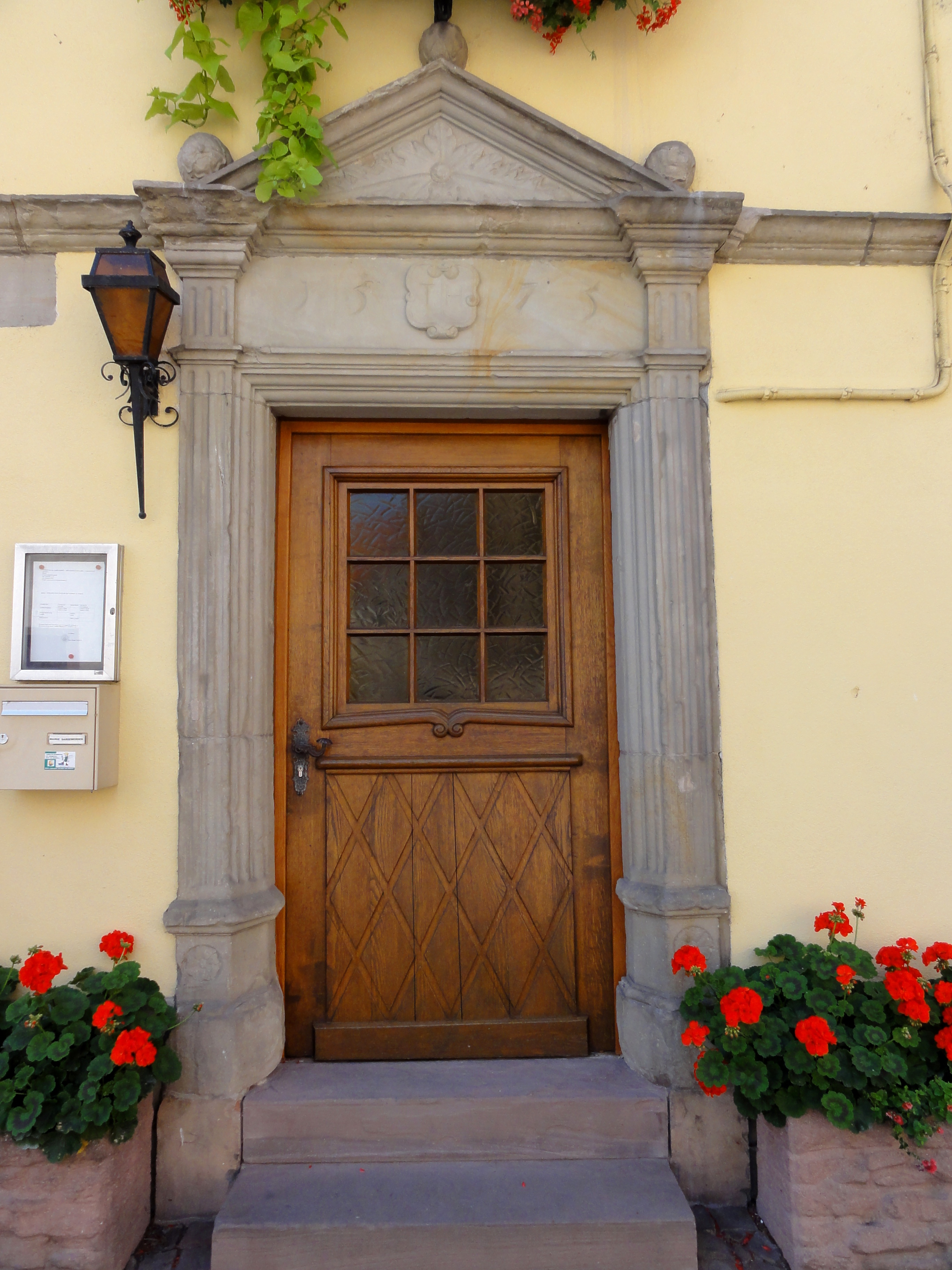